# Journal (België)
Journal is een dorp in de Belgische provincie Luxemburg. Het ligt in Champlon, een deelgemeente van Tenneville. Journal ligt ruim een kilometer ten noorden van het centrum van Champlon.

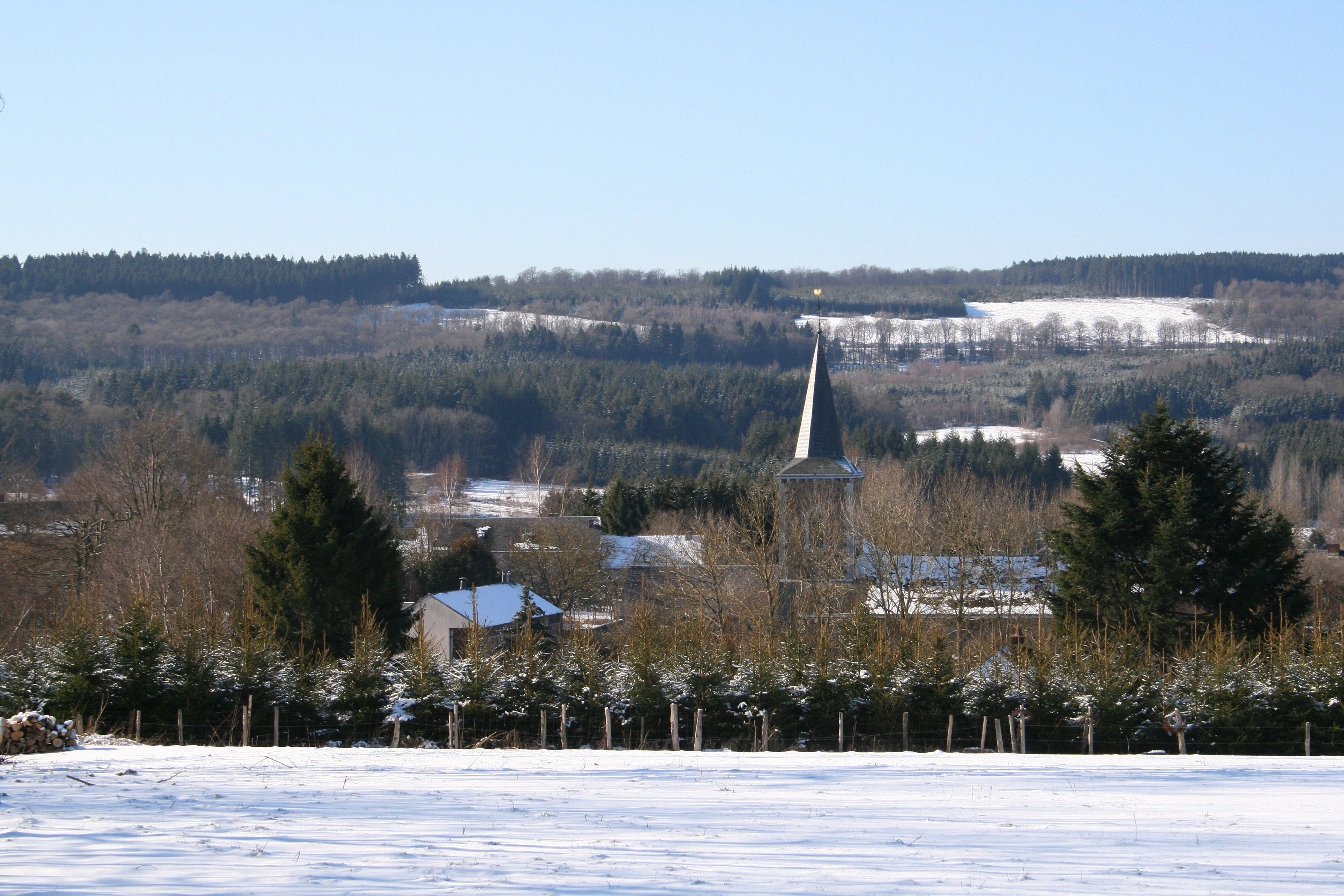
Zicht op Journal

## Geschiedenis
Op het eind van het ancien régime werd Journal een gemeente, maar deze werd in 1811 alweer opgeheven en bij Champlon gevoegd. In 1977 werd Champlon met daarin Journal een deelgemeente van Tenneville.

## Bezienswaardigheden

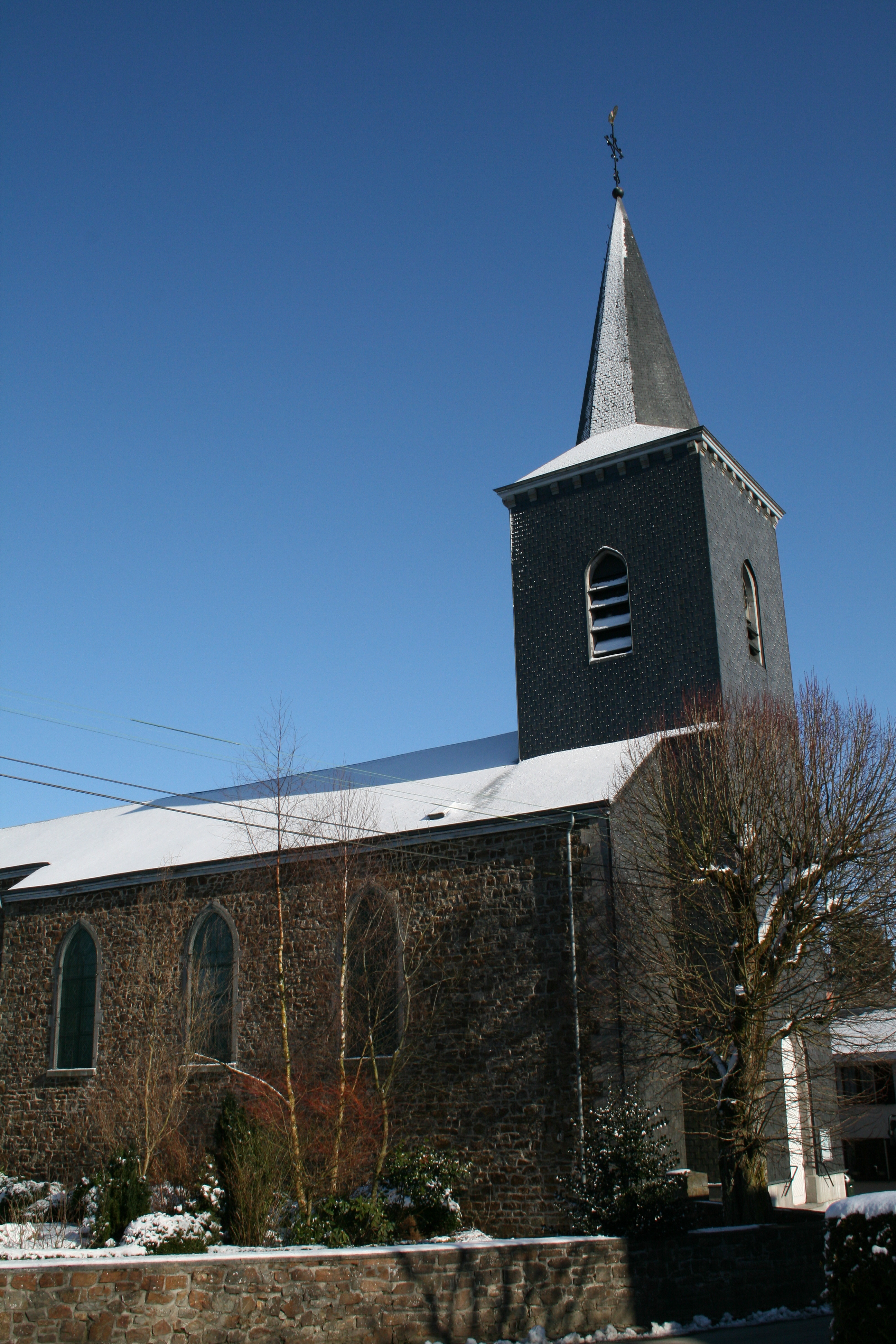
Église Saint-Joseph

- de Église Saint-Joseph

## Verkeer en vervoer
Ten noordwesten van Journal, bijna 2 km van het dorpscentrum, loopt de N89 tussen Saint-Hubert en La Roche-en-Ardenne.
Deelgemeenten: Champlon · Erneuville · Tenneville

Overige dorpen: Baconfoy · Beaulieu · Belle-Vue · Berguème · Cens · Grainchamps · Journal · Laneuville-au-Bois · Mochamps · Ortheuville · Prelle · Ramont · Tresfontaines · Wembay · Wyompont 

Belgische gemeenten · Arrondissement Marche-en-Famenne · Luxemburg · Wallonië